# مركز (كرة القدم)
في لعبة كرة القدم مراكز اللعب في تشكيلة كرة القدم، تنقسم إلى عدة أقسام منها: حراسة المرمى، الدفاع، قلب الدفاع، الظهير، الوسط والهجوم.
و في الأوساط الساخرة يستخدم مصطلح الظهير النفسي 

## مراكز اللعب

### حارس المرمى

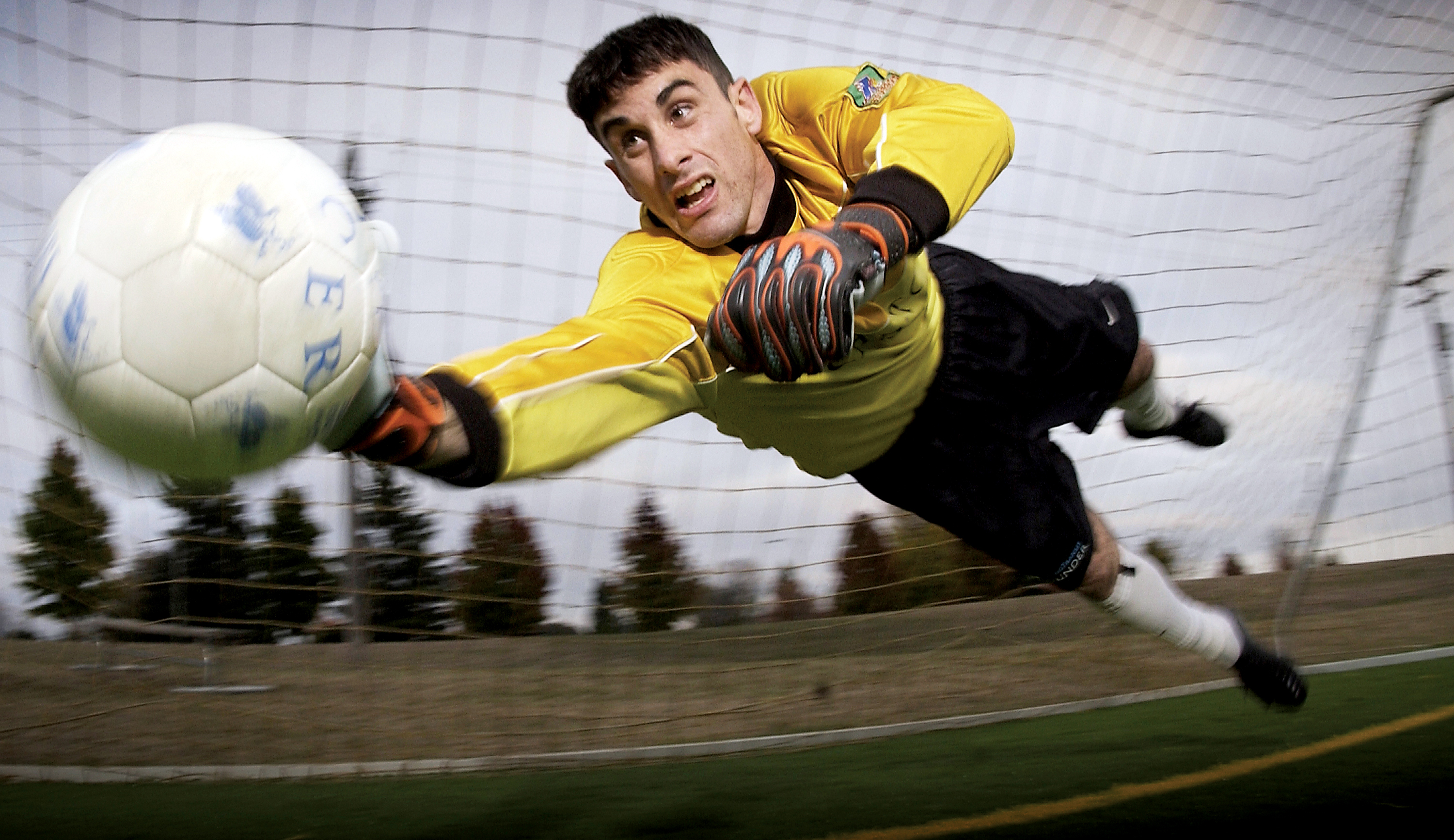
حارس مرمى يقوم بصد الكرة.

في كرة القدم، حارس المرمى هو اللاعب الذي يحرس مرمى فريقه، وهو اللاعب الوحيد الذي يسمح له لمس الكرة بيده في كرة القدم بشرط أن تكون الكرة داخل منطقة الجزاء ولم يتم إرجاعها له من أحد لاعبي فريقه بالقدم، وعلى كل الفرق أن تلعب بحارس مرمى في جميع أوقات المباراة، حتى إذا تعرض الحارس للاصابة أو الطرد، يجب على الفريق إدخال حارس مرمى بديل. وإذا كان الفريق قد استنفد تغييراته، يجب على أحد اللاعبين أن يلعب كحارس مرمى.

### المدافع

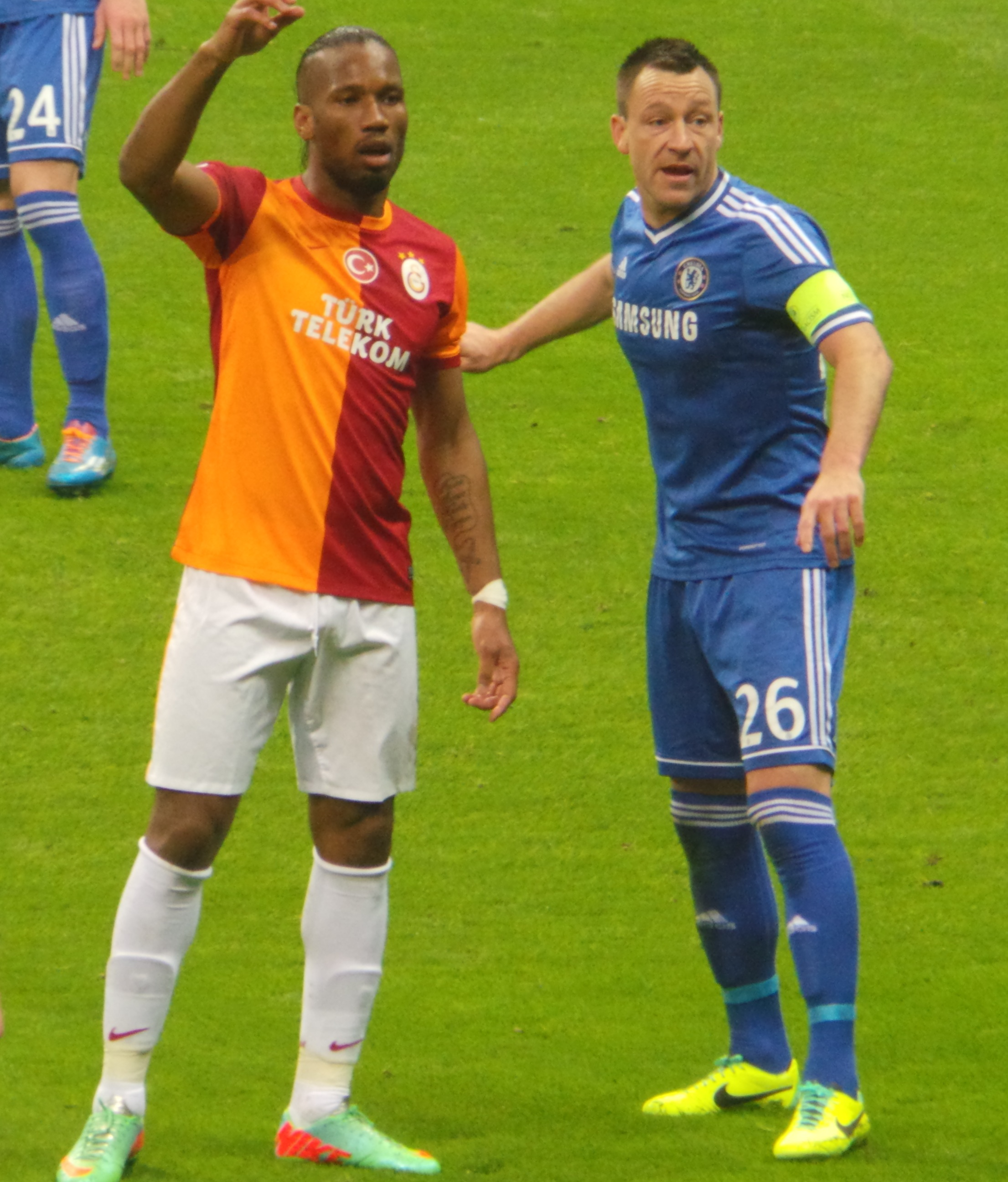
جون تيري لاعب دفاع الوسط يحاول ابعاد منافسه دروغبا أثناء المباراة.

المدافع في كرة القدم: هو أحد المراكز في تشكيلة كرة القدم، ويقوم بالدفاع والتصدي لمهاجمي الخصم حتى لا يسجلوا هدف في مرماهم بأي طريقة كانت وبأي جزء من جسمه باستثناء يديه.

#### أنواع لاعبي خط الدفاع
وهناك ثلاثة أنواع أساسية من المدافعين، ولكل نوع مهمات مختلفة، كما تختلف المهارات المطلوبة لكل نوع. والأنواع هي:

##### قلب الدفاع

تمركز مركز الظهير في كرة القدم (4-4-2)

قلب الدفاع، ويعرف هذا النوع أيضا بالـ«هاف باك» أو الـ«سنتر هاف» (والمصطلحان اختصار للاسم الأصلي بالإنجليزية وهو «سنتر هاف باك»). وتكون أساس مهمتهم هي التصدي لمهاجمي الفريق المنافس وقطع الإمداد لهم من خط الوسط طوال المباراة.

##### الليبرو
الليبروأو القشاش أو الـ«سويبر». وهو مركز اختياري في خط الدفاع لا يوجد في أسلوب اللعب الحديث 4-4-2 مثلا. والليبرو إن وجد هو خط الدفاع الأخير قبل حارس المرمى، ومهمته هي التغطية على مدافعي الوسط والتعامل مع أي مهاجم ينجح في تخطيهما، كما أن له دور في توزيع الكرة بعد الاستحواذ عليها، وبداية الهجمات المضادة.

##### الظهير
الظهير هو أحد مراكز اللعب في لعبة كرة القدم. يقسم هذا المركز إلى قسمين: الظهير الأيمن والظهير الأيسر. تتمثل مهمة الظهير وهذا النوع من المدافعين الأساسية في منع لاعبي الأطراف من الفريق المنافس من إرسال الكرات العرضية أو التمريرات السريعة إلى مهاجمي فريقه في منطقة الجزاء. كما أن له دور هجومي بالقيام هو كذلك بإرسال عرضيات إلى زملائه من منتصف ملعب الخصم. وهناك نوعان من مدافعي الأطراف، يختلفان في قدر التركيز على الدور الهجومي. فمثلا، في نظام لعب 4-4-2 يكون تركيز مدافعي الأطراف أقل نسبيا على المهمات الهجومية لأن أمامهم لاعبا أطراف هجوميان («وينج») فلا يركزان علي المهمات الهجومية إلا عندما يمتلك فريقهم الاستحواذ علي الكرة بشكل كبير وعندما يطمئنوا علي مرماهم فيدعموا الهجوم ويقومان بالأساس برفع العرضيات والتمرير إلى داخل منطقة جزاء الخصم. أما في نطام لعب 3-5-2 / 5-3-2 فتقع على مدافعي الأطراف المسئولية الأساسية في رفع العرضيات والتمريرات الجانبية إلى المهاجمين، وبالتالي تكون مهمتهم هجومية أكثر من النوع الأول. وأحيانا يسمى هذا النوع من مدافعي الأطراف بالـ«وينج باك».

### لاعب الوسط

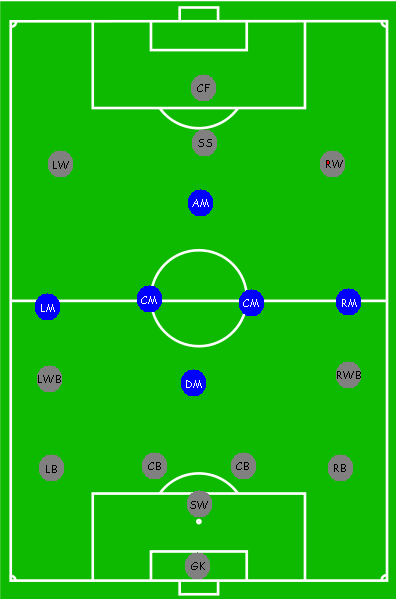
مواقع لاعبي الوسط باللون الأزرق

لاعب وسط كرة قدم هو أحد المراكز في تشكيلة كرة القدم، ويقوم بعملية الربط بين الدفاع والهجوم، قد يكون لاعب وسط متراجع أو متقدم أو في وسط الملعب. وفي العصر الحديث أصبح لاعب الوسط من أهم اللاعبين لربطه بين الدفاع والهجوم، والتمرير للمهاجمين ومساعدة الدفاع أيضا

### المهاجم

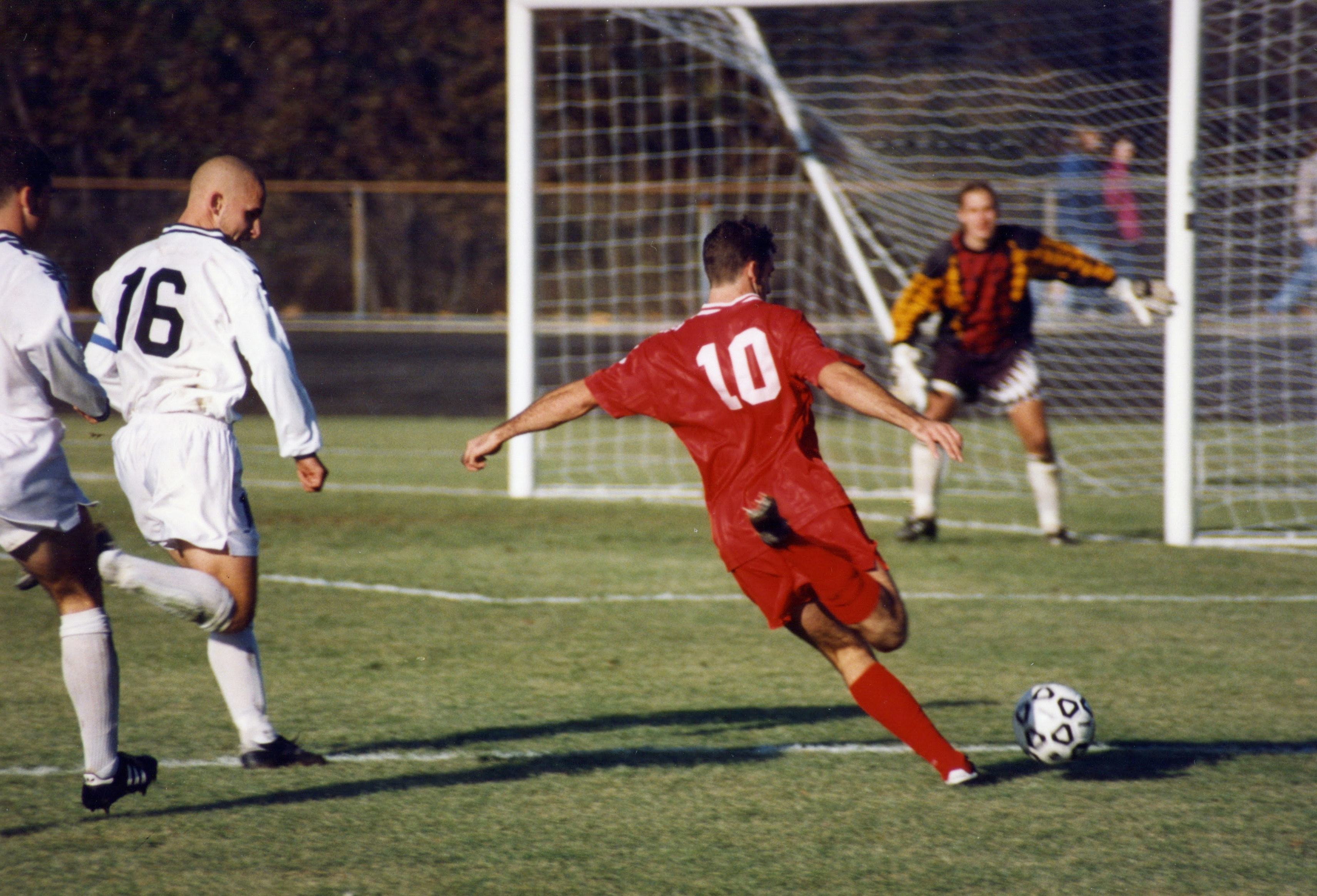
المهاجم في طريقة للمرمى

مهاجم (كرة قدم): هو أحد المراكز المهمة في تشكيلة كرة القدم، وأكثر الأهداف تأتي عن طريقه. كما يعد مركز المهاجم من أصعب المراكز في كرة القدم عكس ما يعتقد البعض، فهو يتطلب مهارات من نوع خاص في مساحات ضيقة.
لاعب الوسط الأيمن
هو أحد المراكز في تشكيلة كرة القدم، ويقوم بعملية الربط بين الدفاع والهجوم، قد يكون لاعب وسط متراجع أو متقدم أو في وسط الملعب. وفي العصر الحديث أصبح لاعب الوسط من أهم اللاعبين لربطه بين الدفاع والهجوم، والتمرير للمهاجمين ومساعدة الدفاع أيضا